# Rębowo (gmina)
Rębowo (od 1973 Wyszogród) – dawna gmina wiejska istniejąca do 1954 roku w woj. warszawskim. Siedzibą władz gminy było Rębowo.
W okresie międzywojennym gmina Rębowo należała do powiatu płockiego w woj. warszawskim. Po wojnie gmina zachowała przynależność administracyjną. Według stanu z 1 lipca 1952 roku gmina składała się z 12 gromad.
Gminę zniesiono 29 września 1954 roku wraz z reformą wprowadzającą gromady w miejsce gmin. Jednostki nie przywrócono 1 stycznia 1973 roku po reaktywowaniu gmin, utworzono natomiast jej terytorialny odpowiednik, gminę Wyszogród.